# 小児病棟 (小説)
『小児病棟』（しょうにびょうとう）は、日本の小説。著者は江川晴。看護師としての小児病棟の勤務経験のある江川の実体験をもとにした作品であり、小児病棟の先天性異常児など様々な小児たちに接する主人公の看護師を通じて、看護師の目から見た医療の現場、看護師自身の苦悩を綴った作品である。読売新聞社主催、鐘紡企画協賛による「女性ヒューマン・ドキュメンタリー」の第1回優秀賞受賞作品。1980年（昭和50年）5月26日から5月30日にかけて読売新聞誌上で掲載された後、同1980年10月に単行本が刊行された。同1980年12月には、同賞の優秀作品をテレビドラマ化する「カネボウヒューマンスペシャル」の第1作として、同名のテレビドラマとして日本テレビ系列で放映された。

## あらすじ
昭和50年10月。A大附属病院の新米看護師の香山モモ子は、それまでの高齢患者ばかりの病棟から、小児病棟の勤務となる。モモ子は子供好きで、小児病棟を「おとぎの国のよう」と憧れていたものの、実際には病棟では、諸々の事情で手を焼かせる子供たちや、聴覚障害で医師との会話もままならない子供たちが、医師や看護師たちを困らせている。モモ子は最初こそ、期待を裏切られた思いを抱きつつも、子供たちに献身的に尽くし、思いを通じ合わせてゆく。
モモ子はその実績が評され、特別病室の小児の担当となる。その患者は通称「タロウ」と呼ばれる、両目も四肢も欠く奇形児であり、病院では母親に死産と偽りつつ、実験動物のように生かされ続けている。モモ子は最初は驚きつつも、次第にタロウに愛情を寄せ始め、病院でのタロウの扱いの方針に葛藤を抱く。病院側は「あれは人間ではない」と言い放つが、モモ子は「彼は人間」と主張する。モモ子の呼びかけに、タロウがかすかな笑顔を見せたことで、モモ子とタロウの意思疎通が可能なことが証明され、医師たちは感嘆する。
やがてある夏の日、タロウは重病によって死亡する。タロウは病院側による葬儀と、大勢の参列者たちによって、最期を見送られる。タロウの父は病院に、息子が人間として死を迎えることができたことを感謝しつつ、帰ってゆく。

## 登場人物
香山 モモ子
主人公。高等看護学校を卒業して2年目の21歳。
小川 怜子
モモ子の同級生で同僚。
木原
小児病棟の主任。
西牧
タロウの担当の医師。

## 製作
カネボウでは1980年代を女性の時代と位置づけ、これからの女性の理想像を描くと共に、総合的な人間形成を目的とした「レディ '80宣言」を行なった。これに呼応する形で、女性の知的社会の実現を目指す文学賞「読売・女性ヒューマン・ドキュメンタリー大賞」が設置された。女性に創作と社会的発言の場を提供して、女性文化の草の根を伸ばすことが目的であり、応募者は女性に限定された。第1回での応募総数は日本国外も含めて、213点にのぼったが、森敦、佐藤愛子、橋田壽賀子、平岩弓枝、山田太一の5人の厳正な審査の結果、大賞に該当する作品は無く、大賞に準ずる作品として優秀賞が設けられ、最も票数の多かった作品として優秀賞を受賞した作品が、本作である。
著者の江川晴は、実際に看護師としての勤務経験があり、本作は結婚までの3年間の勤務体験と、育児を経て看護師に復職後の経験をもとにした作品である。特に復職後の配属先は、先天性異常児を抱える小児病棟であり、江川が受けた衝撃、看護師としての目から見た医療の現場、看護師自身の苦悩を訴える作品として、本作が製作された。江川は結婚後に二子を育てており、「子供を育てなかったら小児病棟は勤まらなかったし、作品も書けなかった」とも語っている。
また江川は昭和40年代から、看護師不足によるストライキに毎年参加していたが、ストライキは患者たちを見放す行為に等しく、看護師の仕事に対する気持ちを世間に訴える他の方法を考えていたときに、作品募集を知ったことも、製作のきっかけとなった。
製作の上で江川は、病院内の話、患者たちのプライバシーそのものを題材にすることに注意し、作中に登場する患者たちのもとを訪れ、作品化することの了承を得た。登場人物は実在の人物がモデルとなっているが、男子を女子に変えるといった工夫もあった。

## 評価
女性ヒューマン・ドキュメンタリーの選考においては、「主人公がいい人になり過ぎている」「ドキュメンタリーというより創作性が強い」などの声もあったものの、記録の要素が多く盛り込まれている点が読者の心を打つことや、当時の医学界における問題を鋭く指摘した大作と評価された。
同賞の選考委員の1人である橋田寿賀子は、後年「こんな世界があるのかと驚きました」と語った。主婦と生活社の編集長を務めた清原美弥子は、「病院や医師が求めている看護師の理想像と、患者である小児の求める看護師像が必ずしも一致せず、むしろ相反することがある点に衝撃を得た」と語っている。
編集者の柏原成光は、処女作としての表現の粗さがあることを認めつつも、そうした粗さを超えた力強さを評価している。また、医学的関心のためだけに生かされている重度の奇形児に対して、主人公が人間として接する姿について、「看護とは何か」「人間とは何か」を超え、「なぜ生まれてきたのか」「命とは何か」を考えさせられる感動的な姿としている。
単行本は読売新聞社から刊行され、1982年（昭和57年）6月までに30万部を超えるベストセラーとなった。なお単行本は本作を含む女性ヒューマン・ドキュメンタリー入賞作品集の体裁をとっており、本作の他に佳作に選定された3作品が同時収録されている。

## テレビドラマ
「女性ヒューマン・ドキュメンタリー」の優秀作品をテレビドラマ化する「カネボウヒューマンスペシャル」の第1作であり、1980年12月3日、日本テレビ系列の水曜ロードショー枠で放映された。カネボウの単独提供番組。医療問題を真正面から捉えることなく、主人公である看護師と患者の交流に焦点を置いて製作されている。キャッチコピーは「ひたむきな彼女の愛がタロウの魂を救った」。
主人公の名が「山崎初子」に変更されている他、主人公の私生活が脚色されており、主人公と友人たちとの交友、恋人との同棲、奇形児が生まれることを恐れて性行為を避ける、退職を考え始める、といった描写が追加されている。

### キャスト
- 山崎 初子 - 桃井かおり[33]
- 木原 - 市原悦子[33]
- 西牧 - 林隆三[33]
- 佐々木 スエ - 清川虹子[34]
- 小川 玲子 - 木内みどり[33]
- 樋口主任 - 南風洋子[35]
- 村井技師 - 岸部シロー[35]
- 谷垣医師 - 平田昭彦[35]
- 山賀 信男 - 寺田農[36]
- 山賀 邦子 - 山口果林[36]
- 露口 - 桜井センリ[35]
- 谷ロカツ子 - 白川和子[35]
- 調査員 - 草薙幸二郎[35]

### スタッフ
- 原作 - 江川晴[3]
- 企画 - 早川恒雄[32]
- 脚本 - 早坂暁[3]
- 音楽 - 深町純[36]
- 編集 - 秋山朋芳[36]
- 監督 - 祖父江信太郎[36]
- 製作 - 清水欣也[36]

### 制作（テレビドラマ）
原作小説をもとに、脚本家の早坂暁がテレビドラマとして脚色して製作された作品である。当時のカネボウは宣伝面で資生堂に後れを取っていたことでドラマ化が企画された作品であるが、キャンペーンを推進した当時のカネボウの取締役である石坂多嘉生によれば、原作を読んで感動したものの、「肉塊同然の奇形児」との設定に「テレビ化はできるか」との懸念があり、視聴率を考慮せず「視聴率10パーセントでもいいからテレビ化してくれ」と製作側へ指示したという。日本テレビのプロデューサーの清水欣也もまた、「ドラマ化は不可能といわれたが、誰もやらないのなら手を出してみるかという無責任な気持ちで引き受けた」と語っている。日本テレビの重役の1人も、「局内からは出てこない種類の企画、まず当たらない性質の素材であり、暗くてシリアスな素材で視聴率を稼げるとは考えにくかった」と後年に述懐している。テレビ局の方では「『小児病棟』との題名では視聴率をとれない」との意見もあったが、敢えてタイトルを変更せずにドラマ化が進められた。また、病棟における主人公の心情や葛藤の描写に重点が置かれたため、重度の障害に苦しむ患者たちの闘病の様子の描写は極力、割愛された。
主役には、「持ち前の自然でデリケートな表現によって、主人公の心の動きを綿密に伝えることができる」と考えられたこと、および「若い看護師と重症患者との触れ合いを、綺麗ごとではなく本音で描写する」ことを狙いとして、桃井かおりが選ばれた。桃井が看護師を演じるのは、本作が初である。当初は桃井について、看護師の代名詞として用いられる「白衣の天使」のイメージとは程遠いとの意見もあり、原作者の江川も主演について不安に思ったものの、実際に会ったところ、繊細で感性豊かな内面に魅せられ、「桃井さん以外に考えられません」と語った。チーフプロデューサーを務めた早川恒雄もまた、「ヒロインに桃井かおりを得られたことで、この物語のドラマ化は半ば成功した」と語った。桃井は撮影にあたって、実際の病院の見学を強く希望し、スタッフと共に小児病棟で多くの障害児を目にした。桃井自身は、愛やチャリティーといったものに照れや恥ずかしさを感じていたものの、実際に小児病棟を目にして、看護師たちの逞しさや、「日本の母」を思わせる姿勢に感服し、真面目に取り組むことを決意したと語っている。桃井が乳児室で乳児にミルクを与える場面では、真剣そのものの桃井の演技の迫力に驚いたか、出演者の乳児が大泣きするハプニングもあった。
タロウ役には、放映当時に人気のあった玩具「チャコちゃん人形」が用いられ、本物の幼児の映像を部分的に合成して撮影された。設定に合わせて、人形の顔を焼き、頬に釘を刺して、外観を敢えて醜く加工して撮影に使用された。桃井かおりも最初は、その人形を「もっと気持ち悪くしなきゃ」などといい、段ボール箱に保管していた。しかし撮影の進行につれて、桃井やスタッフ全員がこの人形に情が移り、桃井は撮影を終えると「はい、パパよ」とスタッフに渡して、帰り際には別れのキスをしていた。すべての撮影が終了した後には、桃井は「焼くのでもなんでもいいから、ゴミ箱に捨てることだけはしない」とスタッフと話しており、その相談の通り、人形は撮影終了後には酒で浄められ、スタッフによって葬儀が営まれた。
1987年（昭和62年）にはビデオソフト版が発売された。

### 評価（テレビドラマ）
当初はスポンサーからも結果が危ぶまれていたが、日本テレビ編成局によれば、放映開始から約15分後にして「冒頭部を見逃したので再放送してくれ」と電話があり、局を驚かせた。局内ではスタッフ8人が電話に対応したが、電話を切るとすぐにまた電話がかかって来るという状況で、午前1時まで電話が続き、その本数は150本に達した。これほどの電話の反応があったのは、24時間テレビ以外では久しぶりで、翌朝も20本以上の電話があった。電話の内容には、自身が障害者である者、同じような障害を持つ子供を持つ者から共感や感動の声があった他、「障害を持つ子供を産み、いつ死のうかとずっと思い続けていたが、偶然このドラマを見て、死ぬことを思いとどまった」との声もあった。夜の21時から23時という時間帯にもかかわらず、小学生から高校生までのような年少者の視聴者が夢中になって見ていたともいい、「受験生にもかかわらず勉強時間をずらして見た」、「別の番組を見たために翌日に学校で恥をかいた」との話もあった。
視聴率はビデオリサーチ調べで34.7パーセント、ニールセンで32.3パーセントと、驚異的な数字を記録した。この視聴率は放映当時の長時間ドラマとしては空前に近く、放映年の単発ドラマとしては最高の数字であった。
日本テレビへの電話の件数は、最終的には200件近くに達し、その9割以上が再放送を望む声であった。この要望に応え、1981年（昭和56年）1月には再放送が行われた。この再放送でも、土曜午後という時間帯にもかかわらず視聴率は14パーセントを記録し、2回分を単純計算しても48.7パーセントと、全世帯の半数近くがこのドラマを見た計算となる。1981年は国際障害者年ということもあって、同年のみで2回の再放送が行われた。日本テレビへ寄せられた感想文は1500通に及び、静岡の女子高校ではホームルーム用の教材として採用された。
放送評論家の佐怒賀三夫は、奇形の重症児の世話を命じられた看護師の戸惑いや不安を、隠すことなく描写していることを評価している。また佐怒賀は、主人公が看護師という職業を越え、1人の人間としての優しさや悲しさを表現していることで、暗い題材ながらも視聴者の目を引きつけたとしている。また奇形という題材については、視聴する前は「ちょっと辛い」と感じたものの、人形と本物の幼児の映像を併用する演出によってむしろ可愛らしく見えるほどで、「様々な業界に苦しむ幼児たちのイメージの一つの集大成」ともとらえている。
部落解放運動家である丹波正史は、「密室になりやすく社会の一つの縮図ともいえる小児病棟を取り上げることで、これを社会問題として描写し、主人公の淋しさや、子供への愛情の深さの表現の巧みさを評価し、テレビドラマでありながらも映画並みの水準を確保している」と評価している。
日本全国のカネボウ販売会社やチェーン店など、カネボウの流通段階における評価も非常に高く、カネボウのマインドシェアの向上にもつながった。カネボウでは多くの反響を呼んだことの要因について、読売新聞社、日本テレビ、カネボウの円滑な共同作業や製作スタッフたちの尽力に加えて、視聴者の関心がホームドラマやメロドラマから社会派作品へ移行したこと、医療機関の腐敗の摘発など医療への関心が高まっていることなどと分析されている。以後の難病を題材とした作品の先駆、難病ドラマブームの先駆けとの声もある。
1981年には、昭和55年度（第13回）テレビ大賞で優秀番組賞を受賞した。グラビアアイドル・女優の藤森夕子は、小学生のときのこのドラマを見て、「人に影響を与えることができる。自分もできたらいいなあって思った」と感動し、芸能界入りのきっかけになったことを語っている。
先述の柏原成光はこのドラマを視聴し、「凡百のテレビドラマとは異なる深い印象を受けた」という。当時の柏原は筑摩書房に勤めていたことで、同社のちくま文庫の発刊にあたり、どうしても第1回配本のラインナップに本作を加えたいと考えたが、当時はまだ版権が読売新聞社にあったため、配本に至ることはなかった。
一方で映画評論家の北島明弘は、主演の桃井かおりの舌足らずでもの悲しさを感じさせる演技や、登場人物の描写の浅さ、本格的に作られた病棟のセットと精度の低い公園などのセットのアンバランスさ、看護師の生活環境の描写の不足を指摘し、「看護師の献身ぶりが視聴者を納得させるまでに至っていない」と批判している。また実際の看護師からは、「自分たちはあれほど患者に愛情を注いでいるわけではない」との意見もあった。

## 書誌情報
- 江川晴 著、守屋健郎 編『小児病棟』読売新聞社、1980年10月23日。 NCID BN0371835X。
- 江川晴『小児病棟・医療少年院物語』小学館〈P+D BOOKS〉、2016年3月13日。ISBN 978-4-09-352257-1。